# Catocala nymphula
Catocala nymphula är en fjärilsart som beskrevs av Otto Staudinger 1892. Catocala nymphula ingår i släktet Catocala och familjen nattflyn. Inga underarter finns listade i Catalogue of Life.